# Kennecott (Aljaška)
Kennecott, známý též jako Kennicott nebo Kennecot Mines (doly Kennecott) je opuštěné důlní městečko nacházející se v největším státě USA, na Aljašce. Leží na jihovýchodě státu v blízkosti kanadských hranic, v Národním parku Wrangell-St. Ellias. Nejbližším městem je McCarthy, na jih od něj se nachází město Valdez. V Kennecottu se zpracovávala ruda z okolních měděných dolů, fungoval v letech 1911–1938 (s krátkou přestávkou v roce 1932). Roku 1986 byl zařazen na seznam Národních historických památek Spojených států amerických.

## Historie
V létě roku 1900 spatřili dva zlatokopové, Jack Smith a Clarence L. Warner „zelenou plochu v místech, u nichž nebylo pravděpodobné, aby se na nich nacházela travnatá louka“. Ukázalo se, že zahlédli malachit, který se zde vyskytoval společně s chalkocitem. Nezávisle na nich, jen o několik dní později, objevil chalkocit ve stejných místech i geolog Artur Coe Spencer.
Ve stejné době hledal na Aljašce investiční příležitost důlní inženýr Stephen Birch. Měl finanční podporu rodiny Havemeyerů a dalšího investora, Jamese Ralpha. Roku 1901 místo navštívil a poté, co strávil měsíce mapováním a odběrem vzorků, potvrdil, že oblast Bonanza patří, nebo alespoň v dané době patřila, k největších známým nalezištím mědi na světě.
Do roku 1905 se Birchovi úspěšně podařilo vyřídit veškeré právní záležitosti a mohl začít shánět finance potřebné k rozvoji oblasti. Podařilo se mu opatřit přes 30 milionů dolarů, které byly použity k výstavbě železnice (jež byla započata roku 1907), která spojovala Kennecott s městem Cordova, z něhož navazovalo spojení parními loděmi do dalších států USA, a také k rozvoji samotného městečka Kennecott.
Městečko Kennecott získalo své jméno podle ledovce Kennicott (anglicky Kennicott Glacier), vedle nějž bylo vystavěno. Ledovec byl pojmenován roku 1899 během výzkumů geologem Oscarem Rohnem po Robertu Kennicottovi. Administrativní chybou, které se údajně dopustil sám Birch, vzniklo hláskování Kennecottu s písmenem „e“ namísto „i“.
Ke Kennecottu náleželo pět dolů: Bonanza, Jumbo, Mother Lode, Erie a Glacier. Poslední z uvedených byl důl povrchový a těžilo se z něj pouze v létě. Bonanza a Jumbo se nacházely ve vzdálenosti 4,8 km od Kennecottu, na horském hřebenu Bonanza. Důl Mother Lode ležel na východní straně hřebenu a Erie byl umístěn 6 km na severozápad, nad ledovcem Root (anglicky Root Glacier). Doly Bonanza, Jumbo, Mother Lode a Erie byly propojeny tunely. Ruda z dolů byla svážena vozíky, jejichž trasa končila v dolech Bonanza a Jumbo. Z Kennecotu byla následně převážena po 315 km dlouhé železnici zvané Copper River and Northwestern Railway (CRNW) do města Cordova.
První vlak naložený rudou vyjel roku 1911. Vrchol produkce nastal v roce 1916, během nějž byla vyprodukována ruda v hodnotě 31,4 milionů dolarů.
Ve 30. letech 20. století se zásoby rudy již velmi ztenčily. Roku 1929 byl zavřen důl Glacier. Následovalo zavření dolu Mother Lode v červenci 1938, v září tohoto roku byly uzavřeny i zbývající tři doly, Erie, Jumbo a Bonanza.
Poslední vlak opustil Kennecott 10. listopadu 1938, čímž se z Kennecottu stalo město duchů.
Kennecott fungoval od výstavby roku 1909 až do roku 1938, s krátkou přestávkou v roce 1932. Z dolů bylo vytěženo přes 4,6 milionů tun rudy, a to převážně z dolů Bonanza, Jumbo a Mother Lode. Kennecott vykázal hrubý výnos přes 200 milionů dolarů a čistý zisk vyšší než 100 milionů.
Roku 1938 vznesl Ernest Gruening návrh, aby byl Kennecott zachován jako národní park. Doporučení předané prezidentovi Franklinu D. Rooseveltovi v roce 1940, aby ustanovil Kennecott národní památkou, však nikam nevedlo. Nicméně 2. prosince 1980 byl za národní park prohlášen Wrangell-St. Elias National Park, v němž se městečko Kennecott nachází.
Kennecott byl od roku 1939 až do poloviny 50. let 20. století opuštěný, osidlovala jej pouze tříčlenná rodina, která zde plnila funkci strážců objektu, a to až do roku 1952. Koncem 60. let byly učiněny pokusy o vytěžení zbylých zásob rudy, přičemž přeprava by probíhala letecky. Z důvodu vysokých nákladů byl tento pokus nevýnosný. Zhruba ve stejnou dobu nařídila společnost, která byla vlastníkem území, zbourání městečka. Chtěli se tím vyhnout odpovědnosti za potenciální neštěstí. Několik budov bylo zbouráno, avšak práce nebyly nikdy dokončeny a valná většina budov městečka zůstala stát. V dobách, kdy bylo město opuštěné, si návštěvníci a obyvatelé nedalekých osad rozebrali většinu drobných předmětů a artefaktů. Některé z nich byly navráceny a jsou uchovávány v různých archivech.
K pozoruhodnostem Kennecottu patří i červená barva budov, která byla zvolena z prostého důvodu, jednalo se v dané době o nejlevnější barvu. V městečku se však nacházela i budova bílá, nemocnice, která byla vybavena vůbec prvním rentgenem na celé Aljašce.

## Turismus a dostupnost
Od 80. let 20. století se Kennecott stal oblíbenou turistickou destinací, avšak znovu osídlen již nikdy nebyl. Od nejbližšího města McCarthy je vzdálen 7,2 km, spojení zajišťuje placená kyvadlová doprava. Kromě prohlídek samotného městečka mohou turisté vyrazit na túru do opuštěných dolů Bonanza, Jumbo a Erie.
Osoby, které se podílejí na turistickém ruchu oblasti, bydlí nejčastěji ve městě McCarthy nebo na soukromých pozemcích přiléhajících ke Kennecottu.
Roku 1986 byl Kennecott zařazen na seznam Národních historických památek Spojených států amerických. Správa národního parku získala do svého vlastnictví většinu městečka roku 1998 a v současnosti pracuje na renovaci všech budov. Některé domy však zůstávají v rukou soukromých vlastníků, stejně jako přilehlé pozemky.